# Delphacodes pallidula
Delphacodes pallidula är en insektsart som först beskrevs av Melichar 1903.  Delphacodes pallidula ingår i släktet Delphacodes och familjen sporrstritar. Inga underarter finns listade i Catalogue of Life.